# Amédée Ier de Montfaucon
 (septembre 2019).
Si vous disposez d'ouvrages ou d'articles de référence ou si vous connaissez des sites web de qualité traitant du thème abordé ici, merci de compléter l'article en donnant les références utiles à sa vérifiabilité et en les liant à la section « Notes et références ».
Pour les articles homonymes, voir Amédée Ier.
Amédée Ier de Montfaucon, (v.1065 - après 1110), seigneur de Montfaucon.

## Biographie
En 1083 il figure au plaid tenu à Jougne par Renaud II de Bourgogne comme arbitre entre Amaury Ier, fils de Landry de Joux, et le couvent de Romainmotier à la suite d'exactions que celui-ci avait commis sur l'abbaye. Il associe encore plus étroitement sa seigneurie avec l'archevêque Hugues III.

## Famille

### Ascendance
Il est le fils de Richard Ier de Montfaucon.

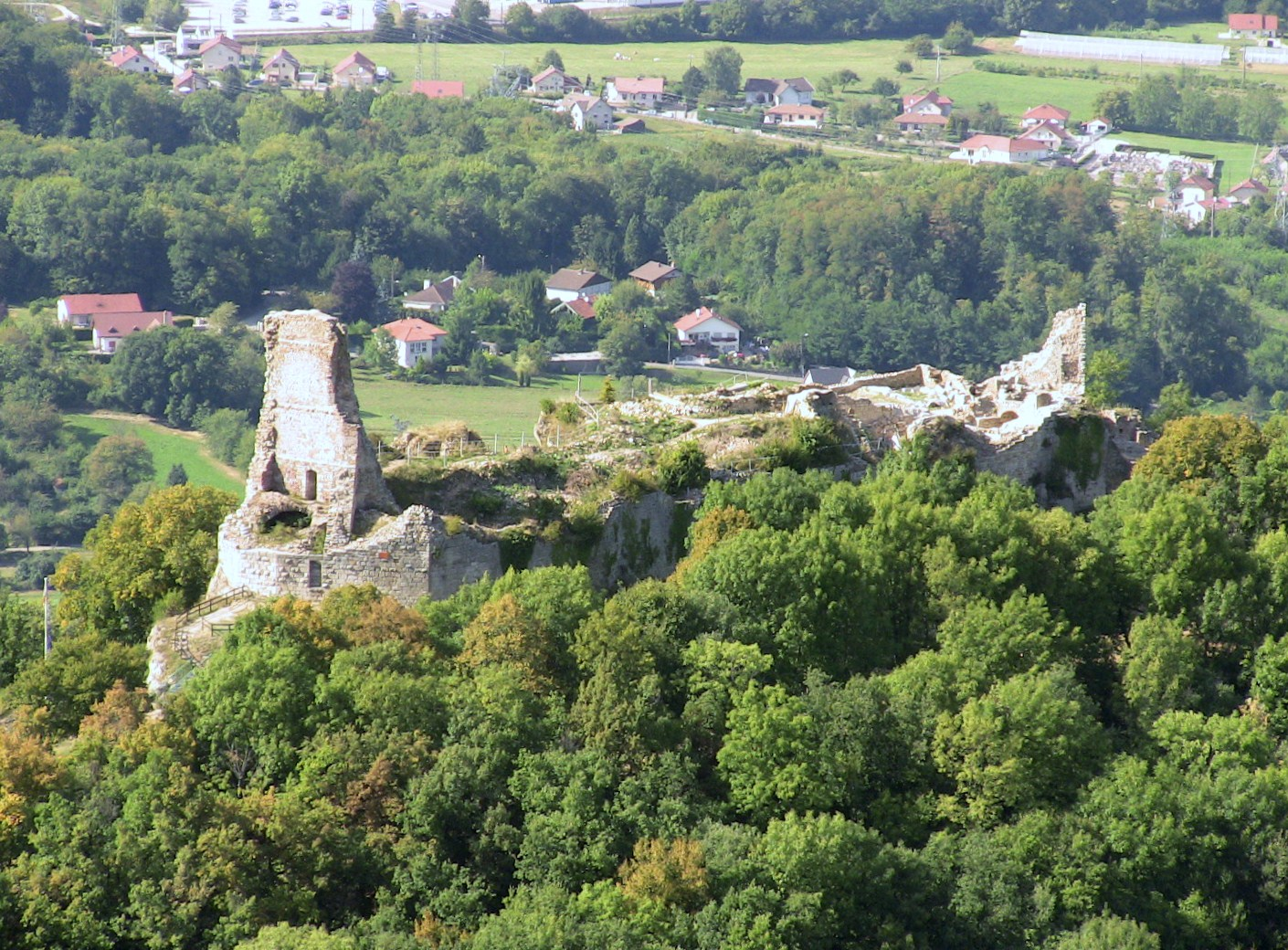
Château féodal de Montfaucon.

### Mariage et succession
Il épouse Agnès de Neuchâtel, fille de Mangold Ier de Neuchâtel, de qui il a :
- Richard II, seigneur de Montfaucon ;
- Gauthier.

## Sources
- Frédéric Charles Jean Gingins-La Sarraz, Recherches historiques sur les acquisitions des sires de Montfaucon et de la maison de Chalons dans le pays-de-Vaud, G. Bridel, 1857 (lire en ligne), p. 11 à 13.
- Roglo, Amédée I de Montfaucon .